# (19308) 1996 TO66

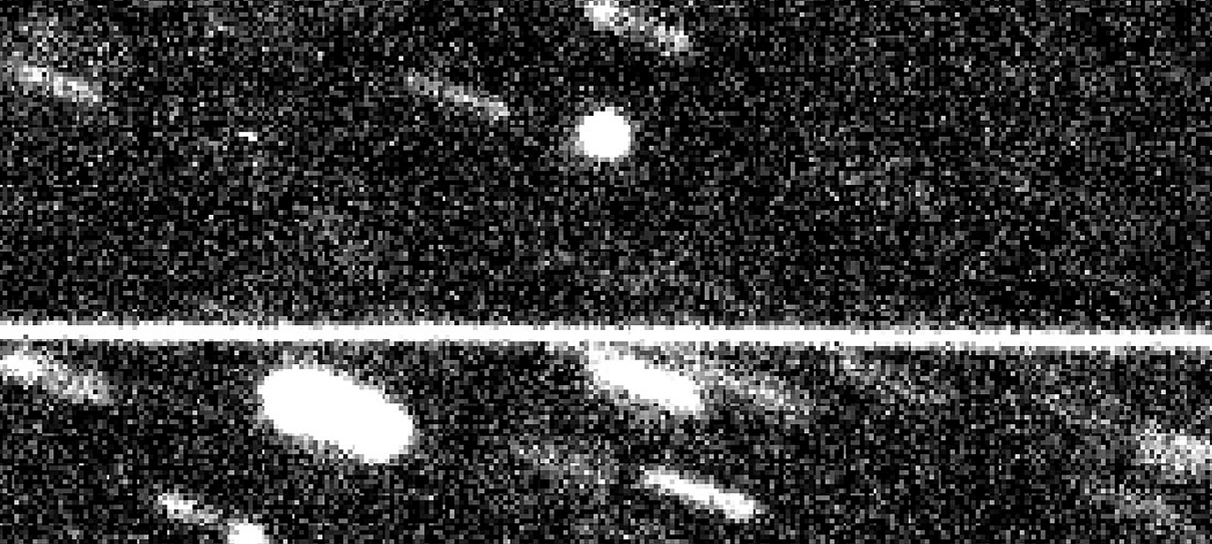
1998年にラ・シヤ天文台の新技術望遠鏡により撮影された1996 TO66（中央上）。4時間露光のため、他の天体は長く引き伸ばされている。水平な光跡は、静止衛星によるものである。

(19308) 1996 TO66は、チャドウィック・トルヒージョ、デビッド・C・ジューイット及びジェーン・ルーが1996年に発見した太陽系外縁天体である。ヴァルナが発見されるまで、冥王星に次いでエッジワース・カイパーベルトで2番目に大きな既知の天体であった。

## 起源
赤外線の水-氷吸収、中性可視光スペクトル、軌道要素のクラスタリングの共通パターンに基づいて、他のエッジワース・カイパーベルト天体である(24835) 1995 SM55、(55636) 2002 TX300、(120178) 2003 OP32及び(145453) 2005 RR43は全て、準惑星ハウメアの衝突族であると考えられている。

## 軌道
1996 TO66の軌道離心率は、200万年ごとに約0.110-0.125の間で変化し、さらにその間、より短い間隔で± 0.01のオーダーで変化する。海王星と断続的に19:11共鳴し、200万年ごとに軌道離心率が最大となり軌道が海王星と最も近づくと、共鳴が破れる。